# Bratřejov
Bratřejov település Csehországban, a Zlíni járásban. Bratřejov Drnovice, Vizovice, Ublo, Újezd, Vysoké Pole, Lhotsko és Pozděchov településekkel határos. Lakosainak száma 795 fő (2024. január 1.).

## Népesség
A település lakosságának változását az alábbi diagram mutatja:
| Lakosok száma | 545  | 681  | 750  | 869  | 813  | 760  | 765  | 762  | 745  | 795  |
|               | 1869 | 1900 | 1921 | 1961 | 1980 | 2011 | 2016 | 2019 | 2021 | 2024 |